# 王士平
王士平（?—?），契丹怒皆部人，唐朝官员。成德节度使王武俊第三子。唐德宗的驸马。

## 生平
王士平因为父亲王武俊作为强藩，补原王府咨议。贞元二年（786年）选尚义阳公主，加秘书少监同正、驸马都尉，元和年间，公主纵恣不法，王士平与她争忿；唐宪宗大怒，把公主幽禁於宫中，王士平幽禁於私第，不让他们出入。后来释放出来，王士平为安州刺史。因为与朝中宦官交结，贬为贺州司户。当时轻薄文士蔡南、独孤申叔为义阳公主作歌词，称之为《团雪》、《散雪》等曲，说她游处离异之状，在酒席上歌唱。宪宗听到后十分厌恶，一度想要废除进士科。当时强盗杀害宰相武元衡，捕贼未获。王士平与哥哥王士则上奏是王承宗主使的强盗，唐宪宗以王士平为左金吾卫大将军。夺王承宗官爵，以王士平袭父实封。